# Kızılcaova, Akdağmadeni
Kızılcaova là một xã thuộc huyện Akdağmadeni, tỉnh Yozgat, Thổ Nhĩ Kỳ. Dân số thời điểm năm 2010 là 16 người.